# أبطال كيلي (فلم)
أبطال كيلي (بالإنجليزية: Kelly's Heroes) هو فيلم حربي/كوميدي أمريكي من إنتاج شركة مترو غولدوين ماير في سنة 1970 وهو من بطولة كلينت إيستوود. تم تصوير الفيلم في يوغوسلافيا. ويدور حول مجموعة من الجنود الذين يتهربون من الحرب ليسرقوا مصرفا خلف خطوط العدو. وهو من إخراج بريان هاتن الذي أخرج عام 1968 فيلما حربيا آخرهو حيث تجرؤ النسور من بطولة إيستوود أيضا، ومن تأليف كاتب المسلسلات والأفلام البريطاني تروي كينيدي مارتن.

## القصة
في الحرب العالمية الثانية في فرنسا في أوائل سبتمبر عام 1944، تقترب وحدات من فرقة المشاة 35 من مدينة نانسي قبل أن تتلقى أوامر بالانسحاب عندما تعرضت للهجوم من الألمان (الأمر الذي استاء منه الرجال، حيث أرادوا الوصول إلى نانسي للعثور على مكان لائق لمقابلة السيدات وأخذ قسط من الراحة). يقود الفرقة كيلي (كلينت ايستوود)، وهو ملازم سابق أنزلت رتبته لمجند حيث أصبح كبش فداء بعد هجوم كارثي في وقت سابق، ويقوم بأسر العقيد دانكوبف من الاستخبارات الألمانية. عندما يلاحظ كيلي قضيب ذهب مع السجين في حقيبته، ويقوم بإسكاره في محاولة للحصول على معلومات حول الذهب. يقتل دانكوبف بإحدى دبابات النمر الألمانية المهاجمة، ولكنه قبل هذا يخبرهم أن هناك كمية من الذهب يبلغ قوامها 14,000 سبيكة (التي تبلغ قيمتها 16 مليون دولار) مخزنة في قبو المصرف الذي يقع 50 ميلا وراء خطوط العدو في مدينة كليرمونت (على الأرجح كليرمون إن أرغون).
يجند كيلي معه ما تبقى من فصيلته، بما في ذلك الرقيب المتشكك «بيغ جو» (تيلي سافالاس)، ليتسللوا هناك ويسرقون الذهب. وفي النهاية يقوم كيلي بضم آخرين معه ويدعو آخرين (أو يدعون أنفسهم) في هذه الخطة، مثل الرقيب «كرابغيم» الانتهازي (دون ريكلز)، وقائد دبابة شيرمان «أودبول» (دونالد ساذرلاند)، الذي يتكلم بعبارات من الثقافات المضادة. وهناك أيضا عدد من الجنود الذين صوروا كمحاربين محترفين لكن الحرب أنهكتهم، وضاقوا ذرعا برؤسائهم غير الكفؤين أو الأنانيين كما ضاقوا ذرعا بالألمان.
تنجح الحملة باختراق بلدة يسيطر عليها الألمان من خلال هجوم بقذائف الهاون التي تم ترتيبها من قبل كيلي. ثم يقابلهم سوء الحظ عندما تظن طائرة مقاتلة أمريكية بالخطأ أن مجموعة كيلي من الأعداء، وتطلق النار على مركباتهم وتدمرها بالصواريخ، ويجبرونهم على المواصلة سيرا على الأقدام. قتل ثلاثة في اشتباك في حقل ألغام. في هذه الأثناء تسللت دبابات أودبول وشنت هجومها في طريقها داخل الخطوط الألمانية، ولكنهم توقفوا لأن الجسر في كليرمون قصف من قبل الحلفاء، مما دفع أودبول لترك الوحدة على الجسر. اعترضت رسائل لاسلكية عن الغارة، وهو ما جذب اهتمام اللواء الأمريكي كولت (كارول أوكونور)، وأساء فهمها بأنها جهود من الوطنيين الذين يهاجمون من تلقاء أنفسهم ويندفعون فورا إلى خط الجبهة لاستغلال فرصة «الاختراق».
يسابق رجال كيلي للوصول إلى المدينة الفرنسية قبل جيشهم. هناك، وجدوا أنها محمية بثلاثة دبابات هائلة مدعومة بالمشاة. استطاع الأميركيون إبعاد دبابتين ومعظم المشاة الألمانية. ومع ذلك، في الوقت الذي استعدوا فيه ليسيطروا على الدبابة الأخيرة، والتي كانت واقفة أمام البنك، تتعطل دبابة أودبول الأخيرة ولا يتمكن من إصلاحها. وقفوا عاجزين أمام العملاق المدرع، يقترح كرابغيم على كيلي أن يعرض على قائد الدبابة الألمانية نصيبا من الغنائم. ضربت الدبابة أبواب البنك ووجدوا داخله مخبأ الذهب. يذهب كل في سبيله بعد تقسيم الغنائم، وذلك في الوقت المناسب لتجنب مواجهة كولت الذي كان لا يزال غافلا عما يجري، والذي تعطل بسبب احتفالات سكان البلدة.

## الأدوار
- كلينت ايستوود بدور المجند كيلي، وقائد الحملة لسرقة الذهب وملازم سابق أنزلت رتبته إلى مجند بعد أن أصبح كبش فداء بسبب حادث نيران صديقة.
- تيلي سافالاس بدور الرقيب أول «بيغ جو»، قائد فصيلة كيلي وإن كان في الواقع القائد الثاني.
- دون ريكلز بدور رئيس الرقباء «كرابغيم»، وهو رقيب الإمدادات ويبحث دائما عن الربح.
- كارول أوكونور بدور اللواء كولت، قائد الفرقة العدواني.
- دونالد سثرلاند بدور الرقيب «أودبول»، قائد دبابات شيرمان الثلاث التي جندها كيلي في المهمة. وتشبه أوصافه الهيبيز.
- غافن ماكلاود بدور موريارتي، المدفعي والميكانيكي المتشائم في فريق أودبول. دائما ما يتجادل معه أودبول ويقول أنه يطلق «موجات السلبية».
- شيبرد ساندرز بدور «التركي»، وهو مدفعي من طاقم دبابات أودبول ودائما ما يرتدي طربوشا.
- ستيوارت مارغولين بدور المجند «ليتل جو»، مشغل الراديو في الفصيل.
- جيف موريس بدور المجند «كاوبوي» سائق إحدى عربات الفصيل.
- هال باكلي بدور الكابتن ميتلاند، وهو ضابط جشع يهمل رجاله ويهتم فقط بإثراء نفسه بغنائم الحرب. وهو ينجو بفعلته لأنه ابن أخ اللواء كولت.
- ديك بالدوزي بدور المجند فيشر، والذي بإمكانه ترجمه الوثائق الألمانية.
- ريتشارد دافالوس بدور المجند غوتاوسكي، قناص الفريق.
- جين كولينز بدور المجند «باربرا» بابرا، مساعد بيغ جو.
- بيري لوبيز بدور المجند باتشوكو «بيتوكو»، مدفعي رشاش براونينغ.
- توم تروب بدور العريف جوب، وهو صديق بيغ جو المقرب.
- هاري دين ستانتون بدور المجند ويلارد (ظهر باسم دين ستانتون)، مساعد كاوبوي، وكلاهما من جنوب الولايات المتحدة.
- لين ليسر بدور المراقب التقني بيلامي من وحدة المهندسين 42.
- ديفيد هيرست بدور أوبيرست (العقيد) دانكوبف
- جورج سافالاس بدور الرقيب أول موليجان، قائد قسم الهاون الذي يكرهه بيغ جو بشدة لعدم اهليته في توجيه قذائف الهاون.
- كارل أوتو البرتي بدور قائد دبابة النمر 115.
- روس إليوت بدور العقيد بوكر، ضابط الاتصالات في شعبة 35.
- فريد بيرلمان بدور المجند ميتشل.
- مايكل كلارك بدور المجند غريس.
- جورج فارجو بدور المجند بين.
- دي بولوك بدور المجند جونزي.

## الإنتاج
كان من المقرر ضم دور نسائي، ولكن حذف الدور من النص قبل التصوير. وكشفت إنغريد بيت، الذي تلعب الدور «كنت تقريبا على متن الطائرة المتجهة إلى يوغوسلافيا عندما عرفت أن دوري قد ألغي». وبدأ تصوير الفيلم في يوليو عام 1969 واكتمل في ديسمبر وصور على الموقع في قرية فيجينادا في استريا في يوغوسلافيا السابقة وفي لندن. وقد تم اختيار يوغوسلافيا لأن الأرباح من عروض الأفلام السابقة لا يمكن إخراجها من البلاد، ولكن يمكن استخدامها لتمويل الإنتاج. كما كان الجيش اليوغوسلافي يمتلك دبابات شيرمان أمريكية (وكانت جزءا من المساعدات العسكرية التي تلقاها المارشال تيتو عندما انفصل عن جوزيف ستالين وكانت الولايات المتحدة تخشى من تدخل الجيش الأحمر من خلال المجر).
بعد عدة سنوات من صدور الفيلم، زعم إيستوود أن الشركة (MGM) أجرت عمليات حذف إضافية لنسخة هاتون النهائية للفيلم، وقضت على المشاهد التي تعمقت في الشخصيات الرئيسية. وقال إيستوود أن النتيجة جعلت الشخصيات تبدو وكأنها «مجموعة من المتسكعين من الحرب العالمية الثانية.» كان أبطال كيلي آخر فيلم لإيستوود لم تنتجه شركة مالباسو حتى مثل فيلم في خط النار. ويشار أيضا إلى أن برونكو بيلي مثله مع شركة مختلفة شكلها روبرت دالي (الذي أنتج 15 من أفلامه بين 1971-1980)، ويرجع ذلك إلى طلاق إيستوود في ذلك الوقت.
هناك إشارة من إيستوود إلى الغرب السباغيتي في مواجهة مع دبابة النمر - فهي تشابه نهاية الطيب والشرس والقبيح، بل أن الموسيقى مشابهة جدا.
وأنتج هذا الفيلم وصدر خلال حرب فيتنام، وفي المناخ السياسي والثقافي نفسه كما في M * A * S * H - الجنود الذين انهكتهم الحرب «لا يعرفون حتى ما سبب هذه الحرب» (كلمات بيغ جو لقائد الدبابة الألمانية)، وتحرير أوروبا هو أقل مشاكلهم شأنا لأنهم يريدون تعبئة جيوبهم.
كانت القوات الأمريكية ترتدي شارة من الشعبة 35 من المشاة الأمريكية. وكانت الشعبة حقيقية وحاربت حول نانسي في فرنسا في سبتمبر عام 1944. واستخدم الفيلم أيضا دبابة شيرمان M4 أصلية (من احتياطي الجيش اليوغوسلافي)، في حين أن معظم أفلام الحرب المعاصرة، على سبيل المثال باتون، واستخدمت أيضا دبابات M48 الحديثة. لأنه كان في ذلك الوقت كان الجيش اليوغوسلافي يتسلح بالأسلحة الأمريكية وأسلحة ألمانية من الحرب العالمية الثانية مطورة محليا، فكانت المعدات والسيارات الألمانية والأميركية والرشاشات وأجهزة الراديو وأدوات الترسيخ دقيقة بشكل ملحوظ. مع ذلك، فهناك خطأ تاريخي واحد، فالمجند غوتاوسكي قناص الوحدة، يجب أن يحمل بندقية قناص 1903A4 نموذج سبرينجفيلد مع نطاق الهدف نوع يونرتل. بدلا من ذلك لديه بندقية قنص موديل سوفيتي الصنع موسين 91/30، مع بايونيت أمريكية مثبتة على الكمامة. وكانت ثلاث من دبابات النمر في الفيلم في الواقع دبابات الجيش السوفيتية تي-34، واستخدمت من قبل الجيش اليوغوسلافي في فيلم معركة نيريتفا عام 1969.
هذا الفيلم كان مصدر وحي لفيلم من العام 1975 يدعى إنسايد أوت، عن عن محارب أمريكي سابق في الحرب العالمية الثانية يتحالف مع مجرم نازي سابق ليحتالوا على زعيم سابق للحزب النازي للكشف عن مكان شحنة سرية من الذهب.
وعمل المخرج المستقبلي جون لانديس كمساعد للإنتاج، على الرغم من أنه لم يظهر في قائمة الطاقم. كما ظهر في الفيلم يرتدي زي راهبة. أثناء التصوير في يوغوسلافيا، كتب المسودة الأولى لما أصبح في النهاية فيلم مستذئب أميركي في لندن.

## الاستقبال
تلقى الفيلم تقييمات ايجابية في معظمها وجذب الانتباه بروحه المناهضة للحرب. وحصل على تصويت 86٪ طازج على موقع الطماطم الفاسدة. وكان ترتيبه 34 في استفتاء القناة 4 عن أعظم 100 فيلم حربي على الإطلاق. وحقق الفيلم 5.2 مليون دولار في الولايات المتحدة عندما أصدر في يونيو 1970.

## الموسيقى
الأغنية الرئيسية للفيلم (في كل من البداية والنهاية) هي «جسور محترقة»، والتي غناها مايك كيرب مع ألحان لالو شيفرين. ووصلت الأغنية إلى المركز 34 على قائمة بيلبورد هوت 100 يوم 6 مارس 1971.
هناك أيضا أغنية «كل شيء من أجل حب الشمس»، التي أصبحت أغنية ناجحة للمغني الريفي هانك وليامز الابن. وكان إدراج الأغنية واحدا من المغالطات التاريخية في الفيلم فلم تصدر حتى عام 1970، بعد 25 سنة من نهاية الحرب.
مقطوعة «دبابة النمر» للالو شيفرين أيضا في فيلم أوغاد مجهولون من إخراج كوينتن تارانتينو لمشاهد النهاية.
تم استخدام صوت دبابة النمر لحركة الرافعات في فيلم الغرباء.